# God Save the South

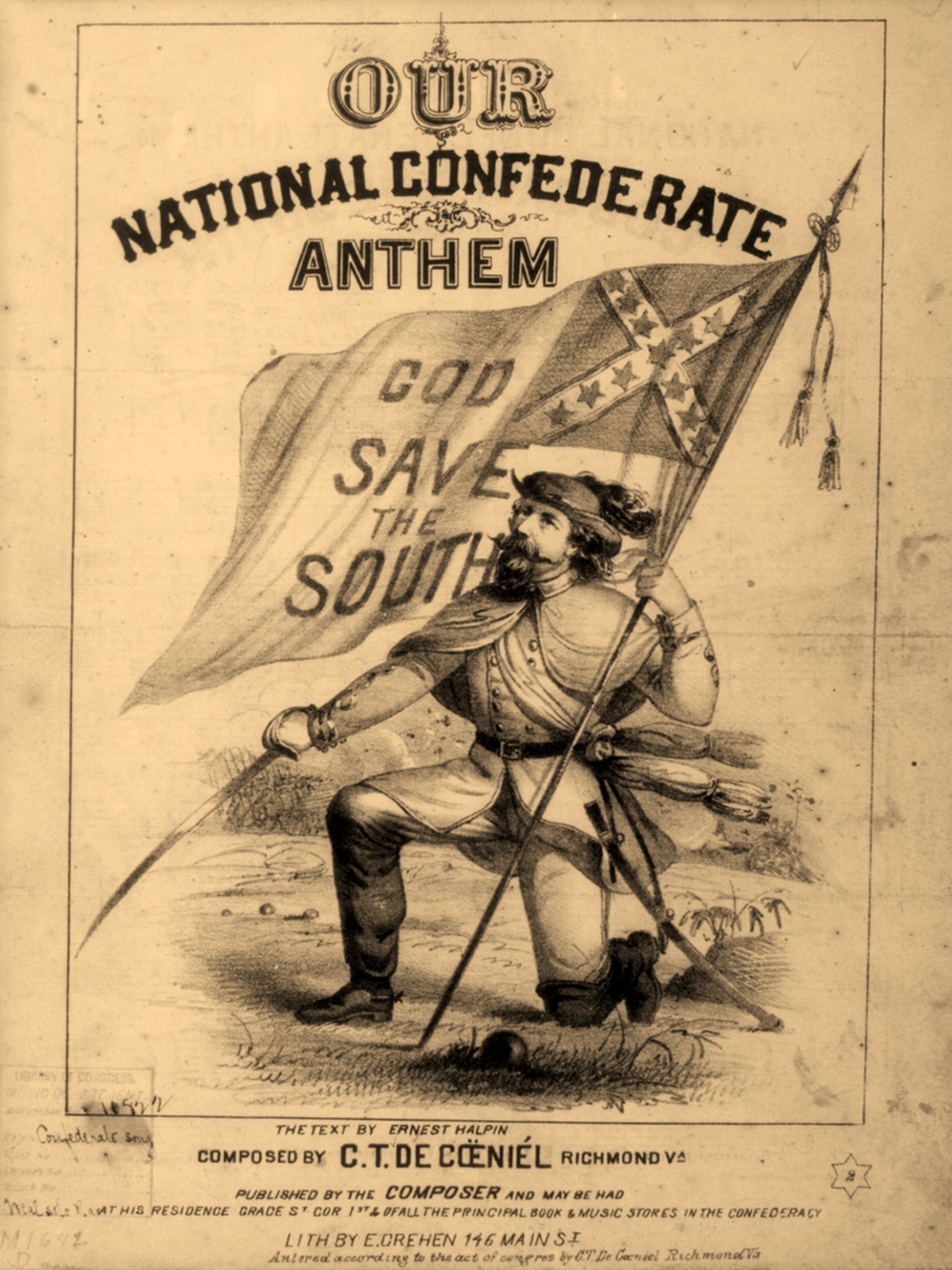
Rara ilustração de capa, publicada pelo compositor, C. T. De Cœniél, em Richmond, Virgínia.

"Deus Salve o Sul" é considerado o hino nacional dos Estados Confederados da América. Foi escrito por George Henry Miles (como Ernest Halphin). A versão mais ouvida foi composta por Charles W. A. Ellerbrock, enquanto C.T. De Cœniél compôs uma melodia diferente para a canção.